# Андреас Сигізмунд Маргграф
Андреас Сигізмунд Маргграф (нім. Andreas Sigismund Marggraf, 3 березня 1709, Берлін — 7 серпня 1782, Берлін) — німецький хімік, член Прусської академії наук (1738). Одержав цинк, вдосконалив спосіб одержання фосфору (1743). За допомогою мікроскопа відкрив (1747) кристали цукру у тонких зрізах коренів буряка.

## Біографія
Андреас Сигізмунд Маргграф народився 3 березня 1709 року у Берліні, що був столицею Бранденбурзького маркграфства. Після вивчення хімії у Берліні і Стразбурзі, медицини у Галле та мінералогії й металургії у Фрайбурзі, він у 1735 році повернувся до свого рідного міста, де працював асистентом свого батька, Геннінга Христіана Маргграфа (нім. Henning Christian Marggraf), головного придворного аптекаря, що стояв на чолі Медико-хірургічного колегіуму. Три роки по тому, в 1738 році, А. Маргграф був обраний до Берлінської академії наук, яка в 1754 році поставила його на чолі своєї хімічної лабораторії і в 1760 році призначила його директором свого фізичного відділку. А. Маргграф продовжив роботу до 1781 року, коли вийшов у відставку.
Він помер у Берліні 7 серпня 1782 року.

## Наукова діяльність
Ім'я А. Маргграфа в першу чергу пов'язане з відкриттям цукру в буряках. До того цукор отримували лише з цукрової тростини, яку вирощували за океаном. Проводячи експерименти з метою отримання цукру з місцевих рослин, він виявив, що для цієї мети найкраще придатні буряк і морква, в яких цукор, як у цукровій тростині, міститься у вигляді кришталиків, і що він може бути вилучений за допомоги кип'ятіння висушеного коріння в спирті, з якого він осідає при охолодженні. Цукор у буряку і моркві було виявлено за допомогои мікроскопа. Звіт про експерименти було опубліковано у 1747 році. Дослідження А. Маргграфа були продовжені Ф. Ахардом, який започаткував промислове виробництво цукру з буряків.
Вивчаючи природу галунів, він показав, що один з компонентів цієї речовини, оксид алюмінію, міститься в глині і, крім того, що сіль не може бути отримана дією тільки сірчаної кислоти на оксид алюмінію, і додавання лугу є необхідним.
Він спростив процес отримання фосфору з сечі і зробив деякі важливі зауваження стосовно фосфорної кислоти. У металургії він розробив більш досконалі методи виробництва цинку і очищення срібла, олова та інших металів.
А. Маргграф був прихильником флогістонної теорії.

## Твори
Його праці, написані переважно французькою, були представлені Берлінській академії і були зібрані у двотомнику «Хімічні твори» (нім. Chymische Schriften), що вийшов друком у 1761 і 1767 роках.

## Виноски
1. 1 2 3 4 5 6   Chisholm, Hugh, ed. (1911). «Marggraf, Andreas Sigismund». Encyclopædia Britannica (11th ed.). Cambridge University Press. (англ.)
2. ↑  Engel, Michael. Marggraf, Andreas Sigismund. // Neue Deutsche Biographie. Berlin, 1990, Band 16, S. 165–167.